# Suore di Cristo al Getsemani
Le Suore di Cristo al Getsemani (in francese Sœurs du Christ à Gethsémani), fino al 1983 Suore della Santa Agonia di Nostro Signore Gesù Cristo, sono un istituto religioso femminile di diritto pontificio.

## Storia
La congregazione fu fondata dal sacerdote lazzarista Antoine-Hippolyte Nicolle.
Dopo aver istituito a Valfleury la confraternita della Santa Agonia di Nostro Signore, Nicolle decise di organizzare anche una congregazione di suore per l'assistenza ai moribondi e accettò l'invito di Jean-Paul Lyonnet, vescovo di Albi, a stabilirsi a Mazamet per avviare l'opera: il 21 giugno 1868 Lyonnet consegnò l'abito religioso a Lucie-Antonia Berlier (ritenuta cofondatrice della congregazione) e alle sue prime compagne, dando inizio alla nuova famiglia religiosa.
L'istituto ricevette il pontificio decreto di lode il 21 marzo 1870 e nel 1934 giunse l'approvazione delle costituzioni.

## Attività e diffusione
Il fine principale dell'istituto è l'assistenza domiciliare agli ammalati, specie dei più gravi e dei moribondi; le suore si dedicano anche ad altre forme di apostolato (insegnamento, catechesi).
Le suore sono presenti in Francia e Nigeria; la sede generalizia è a Rive-de-Gier.
Alla fine del 2008 la congregazione contava 53 religiose in 12 case.